# Parhypomma
Parhypomma naraense es una especie de araña araneomorfa de la familia Linyphiidae. Es el único miembro del género monotípico Parhypomma.

## Distribución
Es un endemismo de  Japón